# Vägkrog
En vägkrog är en restaurang som ligger invid en större väg. Kunderna är ofta på resande fot.
Vägkrogarna brukar servera husmanskost eller snabbmat för att gästerna snabbt ska kunna få sin mat och kunna åka vidare. Utanför finns parkeringsplatser för olika fordon och information om avstånd eller sevärdheter i området.
Flera vägkrogar är anslutna till gemensamma servicekedjor. Exempel på svenska sådana är Rasta och Diners. I Tyskland är det ofta Serways. I Norge hittar man till exempel By the way.